# Савенко Андрій Олександрович
Андрій Олександрович Савенко (нар. 17 грудня 1984, Баштанка, Миколаївська область) — український військовий, спортсмен, тренер, учений-педагог, віце-президент Всеукраїнської федерації рукопашного бою. Учасник російсько-української війни, підполковник Головного управління розвідки Міністерства оборони України. Чемпіон світу з військово-спортивних багатоборств, Заслужений працівник фізичної культури і спорту, Заслужений майстер спорту України, Заслужений тренер України, Доктор філософії.

## Освіта
2025 - аспірантура національного університету ім. Лесі Українки, Доктор філософії
2025 -  Воєнно - дипломатична академія імені Євгенія Березняка
2021 - Київський національний університет імені Тараса Шевченка, Магістр з публічного управління та адміністрування
2012 - Національний університет кораблебудування імені адмірала Макарова,  Спеціаліст з менеджменту організацій
2010 - Миколаївський педагогічний університет імені В. Сухомлинського, Спеціаліст з фізичного виховання

## Військова служба
З лютого 2014 року служив у 79 окремій десантно-штурмовій бригаді.
З 2015 року — по сьогодні — служба в Головному управлінні розвідки Міністерства оборони України.
Учасник бойових дій на сході України, отримав два поранення під час військових операцій.
Більшість операцій, у яких брав участь, — засекречені.
Має військове звання — ''Підполковник''.

## Спортивні досягнення
Андрій Савенко є багаторазовим чемпіоном Світу та Європи:
- Чемпіон світу з військово-спортивних багатоборств 2023, Польща
- Чемпіон світу з військово-спортивних багатоборств2022, Польща
- Призер Чемпіонату світу з військово-спортивних багатоборств(ІІ місце) 2021, Україна
- Чемпіон кубку світу з Combat Ju – Jutsu 2016, Азербайджан
- Призер Чемпіонату Європи з Combat Ju – Jutsu (ІІ місце) 2015, Молдова
- Чемпіон України 2014
- Чемпіон Кубку України 2013

Також виступав у професійній лізі MМА Pro Ukraine (2018—2019), здобувши 5 перемог у 5 боях.
Статистика боїв на сайті Sharedog.

## Тренерська діяльність
З 2009 по 2021 рік працював тренером, готуючи спортсменів у:
- ДЮСШ № 2
- MMA Club Mykolaiv

Підготував:
- 19 майстрів спорту України
- 4 майстрів спорту України     міжнародного класу

З 2023 року — '''віце-президент Всеукраїнської федерації рукопашного бою'''.

## Громадська діяльність
Активно займається розвитком спорту в Україні, відкрив спортивні клуби, серед яких СК «Патріот» та MМА Сlub «Puncher team». Організатор і учасник спортивних заходів, зокрема турнірів пам'яті героїв України.

## Нагороди
Андрій Савенко нагороджений відзнаками:
- Заслужений працівник фізичної культури і спорту України (2021).
- Заслужений тренер України (2018).
- Заслужений майстер спорту України (2023).
- Медаль «За військову службу Україні».
- Медаль «Хрест Свободи».
- Відзнака Президента України «За участь в антитерористичній операції».
- Відзнаки Міністерства оборони України: Нагрудний знак « Знак Пошани»; Медаль «10 років сумлінної служби»
- Відзнаки Головного управління розвідки Міністерства оборони України: медаль «За мужність при виконанні спецзавдань», медаль «За сприяння воєнній розвідці України» ІІ ст., медаль "За відданість воєнній розвідці " ІІ, ІІІ ст., медаль «Україна — понад усе».
- Відзнака Управління державної охорони України медаль «За військову доблесть»
- Відзнака Головнокомандувача ЗСУ почесний нагрудний знак «Сталевий хрест»
- Відзнака Начальника Генерального Штабу нагрудний знак «Учасник АТО»
- Відзнака Міністра молоді та спорту України нагрудний знак «Знак пошани»
- Відзнака ГУР МОУ Нагородна зброя

## Наукова діяльність
Андрій Савенко має наукові публікації у сфері фізичного виховання та спорту:
- Manolachi, Veaceslav; Chernozub, Andrii; Potop, Vladimir; Zoriy, Yaroslav; Kulbayev, Aibol; Braniște, Gheorghe; Savenko, Andrii (10 грудня 2022). «Increasing the functional capabilities of Mixed Martial Arts athletes in the process of optimizing different regimes of power load.» Pedagogy of Physical Culture and Sports (англ.). Т. 26, № 6. с. 399—406. doi:10.15561/26649837.2022.0606. ISSN 2664-9837
- Chernozub, Andrii; Olkhovyi, Oleh; Aloshyna, Alla; Savenko, Andrii; Shtefiuk, Ivan; Marionda, Ivan; Khoma, Tetiana; Tulaydan, Victoriya (2023). «Evaluation of the Correlation Between Strength and Special Training Indicators in Mixed Martial Arts.» Physical Education Theory and Methodology. DOI: https://doi.org/10.17309/tmfv.2023.2.17.
- Savenko, Andrii; Shtefiuk, Ivan (31 березня 2023). «Features of Changes in the Body Composition Indicators of Mixed Martial Arts at the Stage of Specialized Basic Training.» Physical education, sport and health culture in modern society (укр., англ.). № 1(61). с. 81—88. doi:10.29038/2220-7481-2023-01-81-88. ISSN 2410—2156. Процитовано 9 жовтня 2024.
- Савєнко, А. О.; Альошина, А. І.; Штефюк, І. К.; Киселиця, О. М.; Петрушко, М. І.; Абрамов, К. В. (19 квітня 2024). Специфічність процесу підготовки спортсменів ударного та борцівського стилю ведення поєдинків в змішаних єдиноборствах. Науковий часопис Українського державного університету імені Михайла Драгоманова (укр.,, англ.). № 4(177). с. 135—139. doi:10.31392/UDU-nc.series15.2024.4(177).28. ISSN 2311—2220. Процитовано 9 жовтня 2024.
- Savenko, Andrii; Shtefiuk, Ivan; Chernozub, Andrii; Aloshyna, Alla; Niga, Mikola; Potop, Vladimir (31 березня 2024). «Features of the Correlation Relationship Between External Stressful Stimulus and Adaptive Changes in the Body of Mixed Martial Arts Athletes.» Physical education, sport and health culture in modern society (укр., англ.). № 1(65). с. 68—75. doi:10.29038/2220-7481-2024-01-68-75. ISSN 2410—2156. Процитовано 9 жовтня 2024.